# Алиев, Талят Мусеиб оглы
Талят Мусеиб оглу Алиев (азерб. Tələt Müseyib oğlu Əliyev; род. 20 октября 1942, Нахичевань) — азербайджанский дипломат. Посол Азербайджана на Украине (2001—2010), в Белоруссии и Молдавии (2002—2006). Доктор философии по политическим наукам.

## Биография
Родился 20 октября 1942 года в городе Нахичевань. В 1977 году окончил Азербайджанский институт нефти и химии
В 1964—1967 годах служил в Советской Армии.
С 1967 по 1970 годы — сотрудник треста «Азнафткашфият».
С 1970 по 1981 годы — сотрудник завода «Геофизприбор».
С 1981 по 1995 годы — заместитель директора института ВНИИХИМПРОЕКТ.
С 1996 по 1997 годы — генеральный директор «БАМ-Киев Лтд».
С 1997 по 2000 годы — генеральный директор «МЕССА Лтд».
С 2000 по 2001 годы — руководитель представительства компании «Азерхимия» в Киеве
С 2001 по 2010 годы — Чрезвычайный и Полномочный Посол Азербайджана на Украине. Одновременно с 2002 по 2006 — Чрезвычайный и Полномочный Посол Азербайджана в Белоруссии и Молдавии.
В 2010—2017 годах работал на кафедре международных экономических отношений Киевского славистического университета.

## Личная жизнь
Владеет турецким, украинским и русским языками.

## Награды и звания
- Орден «За заслуги» III степени (14 октября 2002 года, Украина) — за весомый личный вклад в развитие украинско-азербайджанских отношений[1].
- Ряд государственных наград, наград общественных и религиозных организаций.
- Почётный профессор Международного славистического университета (Харьков).
- Почётный академик Межрегиональной академии управления персоналом.
- Почётный знак «За заслуги перед городом Николаевом» (2007 год, Николаев, Украина)[2].
- Орден Святого равноапостольного князя Владимира III степени (2007 год, Украинская православная церковь (Московского патриархата)) — за заслуги в возрождении духовности в Украине, создание атмосферы доверия между исламом и православием[3].
- Почётная грамота Межрегиональной академии управления персоналом (2009 год)[4].
- Медаль «Честь и достоинство» (2010 год, Международная организация по защите прав человека)[5].